# Сияние Ночи
«Сияние Ночи» (или «Конь по кличке Сияние Ночи») (кит. трад. 唐 韓幹 照夜白圖 卷) — рукописный свиток китайского художника Хань Гань, созданный в середине VIII века (около 750 года). В настоящее время произведение находится в собрании Метрополитен-музея, куда рисунок был передан в 1977 году.

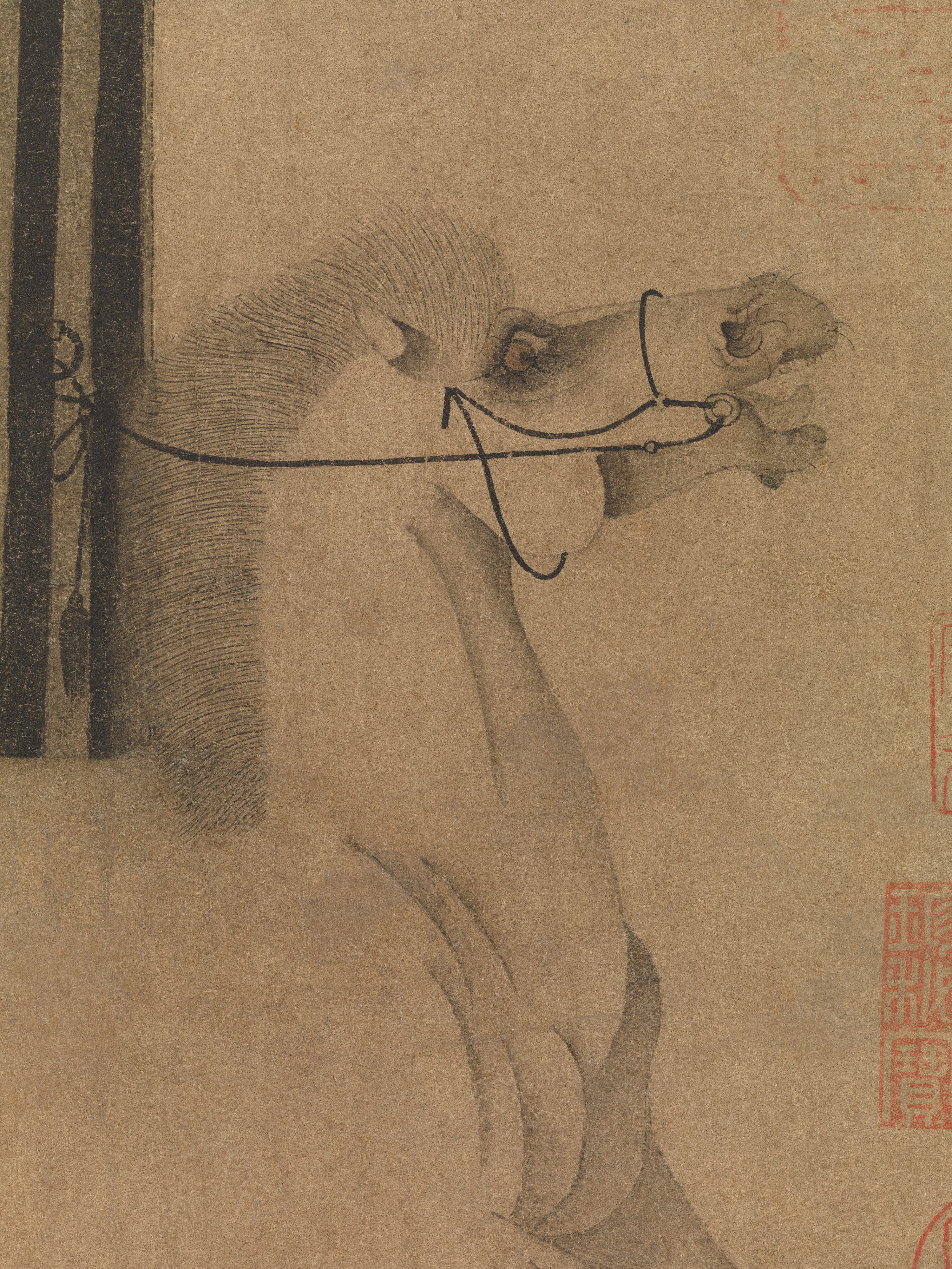
Взгляд коня передаёт его эмоциональное состояние.

Произведение представляет собой портрет боевого коня императора Сюань-цзуна династии Тан, привязанного к столбу. В своё время Хань Гань, считавшийся лучшим художником в истории Китая, изображавшим лошадей, славился тем, что мог достоверно отображать на своих работах не только внешний облик лошади, но и её нрав и характер, а также обладал отличными знаниями повадок лошадей. Горящие глаза с большими зрачками, расширенные ноздри и вздыбленные копыта на изображении императорского коня в Китае были характерны для образа мифологической огненной лошади. Сам Хань Гань в разговоре с императором утверждал, что лошади в конюшнях были его учителями живописи. По заказу Сюань-цзуна Хань Гань создал целую серию «портретов» знаменитых скакунов.
Европейские искусствоведы часто отмечают условность рисунков Хань Ганя и других представителей китайской живописи и видят в этом существенное отличие анималистики Китая от произведений с изображением животных, созданных художниками Европы; при этой простоте и условности «Сияние Ночи» не теряет выразительность и одухотворенность. В отличие от натуралистических изображений лошадей центральноазиатской породы скакун на «Сиянии Ночи» имеет менее реалистичные пропорции: на рисунке у коня короткие и очень тонкие ноги и весьма округлое тело. Хань Гань придал коню человеческие черты, его измученный взгляд обращён на зрителя и словно взывает к состраданию и помощи. Привязь к столбу и эмоциональный взгляд коня отображают иную — печальную сторону жизни при дворе императора.
Многие из оригиналов работ художника не сохранились, но многократно копировались живописцами последующих столетий. Множество печатей и подписей бывших владельцев-коллекционеров подтверждают принадлежность рисунка Хань Ганю. Подписи и печати самого художника при этом на рисунке нет. Присутствуют печати императора Южной Тан Ли Юй, императора Цяньлуна, Ми Фэя. Печати и подписи ставились на рисунок в течение тысячелетия и далее.